# Cabanac-et-Villagrains

Cabanac-et-Villagrains este o comună în departamentul Gironde din sud-vestul Franței. În 2009 avea o populație de 2.118 de locuitori.

## Evoluția populației
| An        | 1975 | 1982 | 1990  | 1999  | 2006  | 2009  |
| --------- | ---- | ---- | ----- | ----- | ----- | ----- |
| Populație | 808  | 930  | 1.123 | 1.437 | 2.023 | 2.118 |